# Aubrayo Franklin
Aubrayo Razyo Franklin (* 27. srpna 1980 v Johnson City, stát Tennessee) je bývalý hráč amerického fotbalu, který nastupoval na pozici Nose tackla v National Football League, a v současnosti působí jako asistent trenéra v týmu San Francisco 49ers. Univerzitní fotbal hrál za University of Tennessee, poté byl vybrán v pátém kole Draftu NFL 2003 týmem Baltimore Ravens.

## Mládí
Johnson navštěvoval Science Hill High School v rodném Johnson City a byl členem místního fotbalového týmu. Za 180 tacklů a 12 sacků v posledním ročníku byl vybrán do týmů all-stars týmů All-Conference a All-State.

## Univerzitní fotbal
Franklin hrál americký fotbal za University of Tennessee a během čtyř let zde jako defensive tackle zaznamenal 2 sacky a 70 tacklů. Promoval z oborů umění a věda.

## Hráčská kariéra

### Draft NFL
Franklin byl vybrán v pátém kole Draftu NFL 2003 jako 146. hráč celkově týmem Baltimore Ravens, i když mu bylo prorokováno, že bude vybrán až na závěr šestého kola.
| Parametry před draftem |           |       |        |          |                 |
| Výška                  | Váha      | 40 yd | 20 ss  | Vert     | Broad           |
| 6 stop, 1 ⅜ palce      | 307 liber | 5.1 s | 4.79 s | 27 palců | 8 stop, 4 palce |

### Baltimore Ravens
V nováčkovské sezóně nastoupil pouze do jednoho utkání a v něm zaznamenal jediný tackle, o rok později do bylo šest startů a dva tackly. V průlomové sezóně 2005 nastoupil do patnácti zápasů (jednou jako startující hráč) a v nich si připsal 20 tacklů, jednu ubráněnou přihrávku a 11. prosince proti Denver Broncos také první sack. V poslední sezóně v dresu Ravens nastoupil do čtrnácti zápasů a v nich zaznamenal 17 tacklů.

### San Francisco 49ers
3. dubna 2007 jako volný hráč podepisuje Franklin smlouvu s 49ers a znovu se setkává s trenérem Mikem Nolanem, který předtím působil jako defenzivní koordinátor Ravens. Od prvního utkání se stává startujícím nose tacklem a tuto výsadu si udrží po celé čtyři následující sezóny, které se stráví v San Franciscu. Celkem nastoupí do 64 utkání (62 jako startující hráč) a v nich zaznamená 147 tacklů (33 asistovaných), 3 sacky, 6 ubráněných přihrávek, 3 forced fumbly a jednu interception.

### New Orleans Saints
2. srpna 2011 podepisuje jednoroční kontrakt s New Orleans Saints, ale po neúspěšné sezóně se stává volným hráčem.

### San Diego Chargers
20. července 2012 podepisuje Franklin opět jednoroční kontrakt, tentokrát se San Diego Chargers. Vinou zranění odehraje pouze 12 utkání (9 jako startující hráč) a připíše si 20 tacklů.

### Indianapolis Colts
19. března 2013 přestupuje do Indianapolis Colts a od prvního utkání se stává startujícím nose tacklem.

## Trenérská kariéra

### San Francisco 49ers
28. ledna 2015 Franklin opět posílil 49ers, tentokrát jako jeden z asistentů hlavného trenéra Jima Tomsuly, který byl jeho trenérem (trenérem Defensive line) již v letech 2007 až 2010.